# Distrito de Cholet
El distrito de Cholet es un distrito (en francés, arrondissement) del departamento de Maine y Loira (en francés, Maine-et-Loire), situado en la región de Países del Loira, en Francia. Tiene una población estimada, en 2020, de 225 318 habitantes.
Cuenta con 32 comunas.

## Cantones
A partir de 2015, los cantones dejaron de ser subdivisiones administrativas para pasar a ser meras circunscripciones electorales departamentales, vigentes solamente durante las elecciones para concejales.
Por lo tanto, el cantón en Francia no es una persona jurídica, no tiene presupuesto, ni competencia, ni empleados, ni administrador, a diferencia de las comunidades de municipios u otras administraciones locales. Solo existe en el contexto de elecciones departamentales.
El "cantón" en el sentido popular ("los habitantes del cantón") es hoy, por lo tanto, una denominación desprovista de cualquier fundamento.

## Comunas
1. Beaupréau-en-Mauges
2. Bégrolles-en-Mauges
3. Cernusson
4. Les Cerqueux
5. Chanteloup-les-Bois
6. Chemillé-en-Anjou
7. Cholet
8. Cléré-sur-Layon
9. Coron
10. Lys-Haut-Layon
11. Mauges-sur-Loire
12. Maulévrier
13. Le May-sur-Èvre
14. Mazières-en-Mauges
15. Montilliers
16. Montrevault-sur-Èvre
17. Nuaillé
18. Orée-d'Anjou
19. Passavant-sur-Layon
20. La Plaine
21. La Romagne
22. Saint-Christophe-du-Bois
23. Saint-Léger-sous-Cholet
24. Saint-Paul-du-Bois
25. La Séguinière
26. Sèvremoine
27. Somloire
28. La Tessoualle
29. Toutlemonde
30. Trémentines
31. Vezins
32. Yzernay